# ¿Y tú quién eres?
¿Y tú quién eres? es una película española de Antonio Mercero.

## Argumento
Luis Rivero (Álvaro de Luna) se va con su familia de vacaciones a San Sebastián y deja en una residencia a su padre Ricardo (Manuel Alexandre), una persona anciana y con inicios de Alzheimer. Allí, Ricardo conoce a Andrés (José Luis López Vázquez),  su  compañero de habitación, y se hacen buenos amigos. Además, la hija de Luis Rivero, y  nieta de Ricardo (Cristina Brondo), que se ha quedado preparando oposiciones en la ciudad, decide dejar de estudiarlas, para gran disgusto de su padre, a raíz de las visitas a su abuelo y decide dedicarse al cuidado de estos enfermos. También  se enamora del médico  (Monti Castiñeiras) que le atiende en la residencia.

## Comentarios
La película trata la enfermedad de Alzheimer. El estreno, el 21 de septiembre de 2007, coincidió con el día de esta enfermedad degenerativa. Por cruel ironía del destino, la misma le sería diagnosticada a Mercero dos años después. Ya durante el rodaje, la terapeuta a quien está dedicada la película y que fue asesora del director, descubrió que Mercero tenía los primeros síntomas de la enfermedad. Fue su última película, como también la de José Luis López Vázquez. 
Se rodó entre Madrid y San Sebastián.

## Reparto
| Intérprete              | Personaje          |
| ----------------------- | ------------------ |
| Manuel Alexandre        | Abuelo             |
| Cristina Brondo         | Ana                |
| José Luis López Vázquez | Andrés             |
| Monti Castiñeiras       | Fernando Castañeda |
| Amparo Moreno           | Alicia             |
| Álvaro de Luna          | Luis               |
| Ángeles Macua           | Enriqueta          |
| Alejandro Zafra         | Asier              |
| Luis Ángel Priego       | Pedro              |
| Alberto Cuadrado        | Gerente            |
| Eduardo Machioli        | Perico             |
| Pepe Gordillo           | Montxo             |
| Norberto Arribas        | Federico           |
| Tomás Echávarri         | Amigo fiesta       |
| Julián Hormigos         | Policía - 1        |
| Luisa Egido             | Sra. cochecito     |
| Javier Manzanera        | Guardia Seguridad  |
| Pilar Abella            | Joyera             |
| Martín Mujica           | Anciano nervioso   |
| Ángel Alarcón           | Jugador - 1        |
| Roberto Pedraz          | Jugador - 2        |
| Cristina de Inza        | Farmacéutica       |
| José Francisco Jiménez  | Guardia            |
| Edith Salazar           | Cupletista         |
| Ángel Kruz Mendizábal   | Acordeonista       |
| Manuel López Marañón    | Camarero Bar       |
| Juan Arana              | Mensajero          |
| Trinidad Iglesias       |                    |
| Verónica Redondo Moreno |                    |
| Javi Alaiza             | Peaton             |